# Jozef Boey

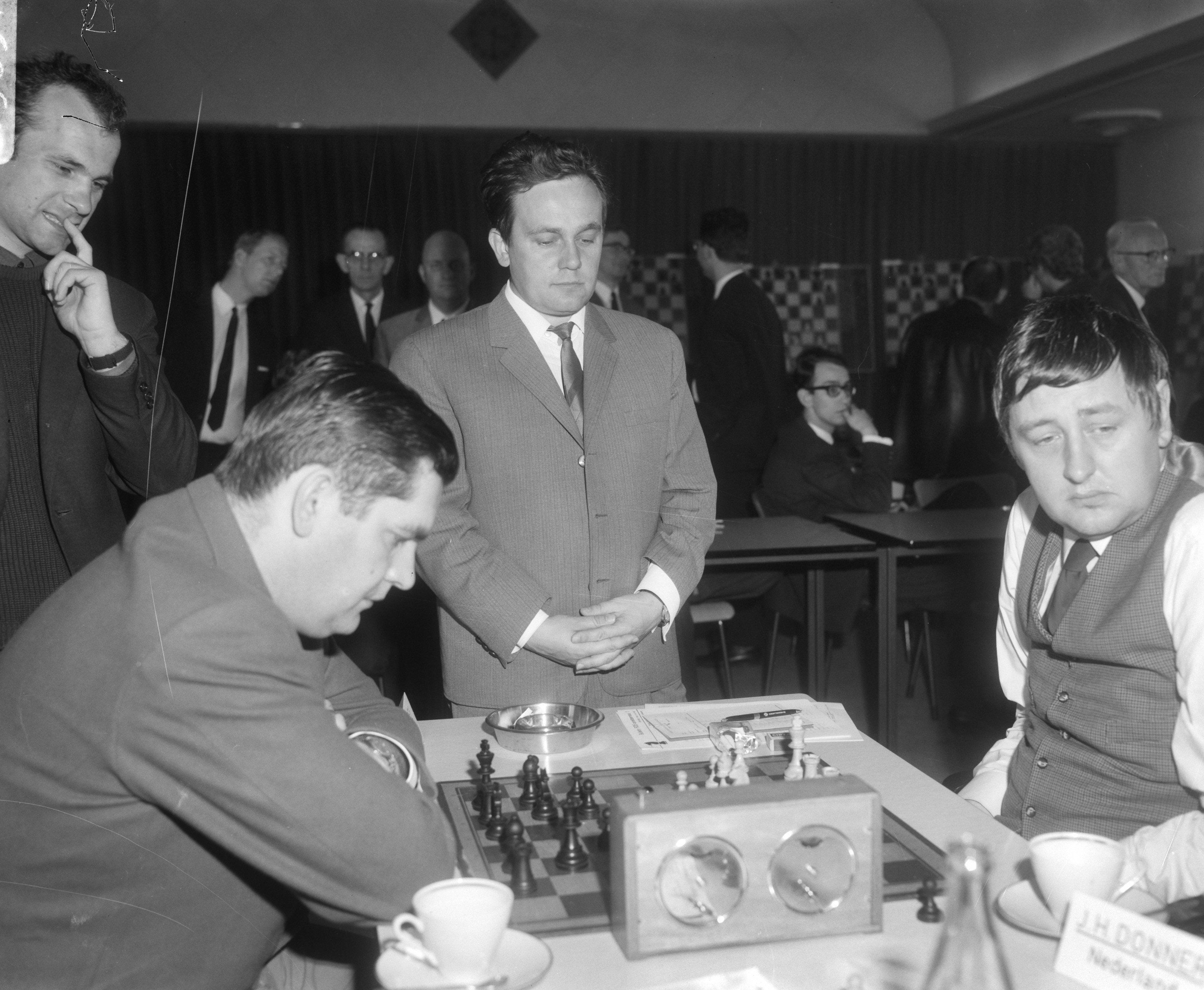
Boey (links), 1966

Jozef Martin Boey (* 16. Mai 1934 in Antwerpen; † 28. Februar 2016 in Vosselaar) war ein belgischer Schachspieler. Er ist Vizeweltmeister im Fernschach.

## Nahschach
Seit seinem achten Lebensjahr spielte Boey Schach. Zunächst konzentrierte er sich auf das Nahschach. 1953 qualifizierte er sich für das Finale der Jugendweltmeisterschaft in Kopenhagen, wo er einen Mittelplatz belegte. Boey gewann er die belgische Meisterschaft 1959 (zusammen mit Albéric O’Kelly de Galway), 1964, 1965 und 1971 (zusammen mit Roeland Verstraeten). Zwischen 1956 in Moskau und 1988 in Thessaloniki vertrat er Belgien bei acht Schacholympiaden. 1963 und 1966 beteiligte er sich am Zonenturnier. Für seine Erfolge verlieh ihm die FIDE 1973 den Titel Internationaler Meister. Seine letzte Elo-Zahl betrug 2280, er wurde allerdings zuletzt als inaktiv geführt, da er seit der im Oktober 2008 in Bad Zwischenahn ausgetragenen 18. Seniorenweltmeisterschaft keine gewertete Partie mehr gespielt hat. Boey erreichte 1973 und 1974 seine höchste Elo-Zahl von 2435.

## Fernschach
Im Jahre 1965 spielte Boey erstmals Fernschach. Zunächst qualifizierte er sich für die 5. Europameisterschaft, wo er hinter dem Schweden Folke Ekström Zweiter wurde. Auch bei der 7. Europameisterschaft belegte er hinter Werner Stern den geteilten Platz 2. Dafür erhielt er vom Weltfernschachverband ICCF den Titel Internationaler Meister des Fernschachs. Im Jahre 1975 wurde er bei der 7. WM Vizeweltmeister hinter Estrin. Dies wurde mit dem Titel Großmeister gewürdigt. Auch an der 8. WM und an der 10. WM 1978 nahm er wieder teil. In den 1980er- und 1990er-Jahren wurde er zu mehreren stark besetzten Jubiläums- und Ehrenturnieren eingeladen.

## Privat
Boey arbeitete als Chemiker. Er war verheiratet und Vater zweier Kinder.